# Benoît Hanssens
Benoît Hanssens, ook Hanssens-Hap (Anderlecht, 8 juli 1807 - Vilvoorde, 24 november 1870) was een Belgisch senator, burgemeester en industrieel.

## Levensloop
Hanssens was een zoon van de textielverver Adrien Hanssens en van Elisabeth Vanderhoeven. Hij trouwde met Jeanne Hap. Ze waren de ouders van vijf kinderen, waaronder senator Emile Hanssens en Edmond Hanssens (1838–1905).

### Industrieel
Eerst was Hanssens fabrikant van damastlaken, vervolgens directeur van een bedrijf met maalderij, vermicellifabricage, zetmeelfabricage en aardappelmeelfabricage. Hanssens-Hap was betrekkelijk vermogend en bezat verschillende eigendommen in Brussel, Heist op den Berg, Itegem, Kortenaken, Londerzeel, Liezele en Breendonk. In Vilvoorde kocht hij in 1847 het 'kasteel' Herlaer in het centrum van Vilvoorde aan de Brusselsestraat (vandaag Vlaanderenstraat). Hij liet het oude kasteel afbreken en er werd een groot herenhuis gebouwd. Later werd het domein van deze versterkte woning verkaveld tot de huidige Vaart- en Kursaalstraat.
In 1860 richt Benoit Hanssens in Drie Fonteinen, ten noorden van het sas, een bloemmolen op langs het kanaal. In 1893 verkoopt zijn zoon Edmond Hanssens, die de industriële activiteiten van zijn vader overneemt, de bloemmolen aan het nieuw opgerichte bedrijf Molens Drie Fonteinen.

### Politicus
Benoît Hanssens was burgemeester van Vilvoorde van 1840 tot aan zijn dood. Hij realiseerde onder meer de eerste rioleringsnetten en voetpaden, de aanleg van de buurtspoorweg, de ontmanteling van de stadsvesten, de oprichting van een gemeenteschool, de tekenacademie en het huidige stadhuis. In 1847 werd hij verkozen tot liberaal senator voor het arrondissement Brussel en vervulde dit mandaat tot aan zijn overlijden.
Hij werd lid van een vrijmetselaarsloge.